# Giovanni Pipino di Altamura
Giovanni Pipino di Altamura (... – Altamura, 1357) è stato un condottiero italiano. Noto anche come Giovanni Pipino II o semplicemente Giovanni Pipino ((LA) Iohannes Pipinus), è noto soprattutto per essere stato conte di Altamura e di Minervino Murge, e per le sue numerose azioni militari per conto di varie fazioni, condotte all'interno del Regno di Napoli durante il XIV secolo. Il periodo in cui visse era per il regno un periodo di instabilità politica, cominciato a partire dagli ultimi anni di vita del sovrano Roberto d'Angiò. Le azioni di Giovanni Pipino erano principalmente tese all'accrescimento o al recupero dei possedimenti familiari all'interno della "cornice anarchica" creatasi.

Stemma della famiglia Pipino

Secondo quanto riportato dai vari autori a lui coevi (Cola di Rienzo, Giovanni Villani e Domenico da Gravina), mostrò assieme ai suoi fratelli un'"innata violenza", cercò in tutti i modi di sottomettere le popolazioni e di farsi strada seguendo le orme del suo omonimo antenato, assoldò banditi e delinquenti e vessò le popolazioni da lui soggiogate; dimostrò arroganza e insubordinazione anche nei confronti del re di Napoli Roberto d'Angiò, il che portò all'incarcerazione sua e dei suoi fratelli, che durò fino alla morte del re. Inizialmente schierato con il re Andrea d'Ungheria, negli ultimi anni della sua vita, insieme con i suoi fratelli, si schierò prima dalla parte di Giovanna I d'Angiò e Luigi di Taranto, e poi dalla parte di Luigi di Durazzo (1354), in contrapposizione a Luigi di Taranto.
È noto soprattutto per le modalità della sua morte, che fu seguita dal successivo smembramento del corpo. Nel 1356 fu catturato nel Castello di Matera, e condotto ad Altamura, dove fu impiccato ai merli dell'omonimo Castello di Altamura, e il suo corpo fu smembrato in quattro parti per mezzo di quattro cavalli ed esposto come monito in vari punti della città. Un bassorilievo nel posto in cui fu esposta la sua coscia (chiamata la "coscia di Pipino") fu eretto in ricordo dell'evento presso porta Matera (Altamura) ed è tuttora visibile.

## Biografia
La data di nascita di Giovanni Pipino di Altamura non è nota, ma sembra possibile affermare che nacque intorno al primo quarto del Trecento. Era figlio di Niccolò Pipino, mentre i suoi nonni erano Giovanni Pipino da Barletta (?-1316) e Sibilla de Virgiliis, mentre sua madre era Giovannella di Altamura (la figlia di Giovanni Sparano di Bari). Ebbe tre fratelli, di nome Pietro, Luigi (o Ludovico) e Matteo.
Alcune fonti lo definiscono Palattinus di Altamura (col significato di "palatino" oppure "paladino"). Come già notato da Léonard (1932), il titolo di "conte palatino" non risulta contemplato tra le dignità codificate del Regno di Napoli di quel periodo; pertanto non è chiaro se si tratti di un titolo o di un semplice appellativo attribuito da lui stesso oppure da altri.
Ricevuta la civitas di San Severo dalla regina Sancha d'Aragona, una delle sue prime azioni fu l'assedio della stessa città (1338) il quale fallì miseramente, non volendo i suoi cittadini rinunciare alla vantaggiosa condizione demaniale di cui godevano. In seguito alla sconfitta, con le stesse truppe si inserì nella lotta divampata nella città di Barletta tra le varie fazioni cittadine; tra queste spiccano Niccolò dei Gatti, dalla cui parte Giovanni Pipino si schierò, e i Della Marra. Secondo la ricostruzione di Domenico da Gravina, gli avversari di Pipino riuscirono a convincere il re a chiamare Giovanni Pipino per delle spiegazioni e a rendere conto dei danni cagionati ai Della Marra (coi quali Pipino era in precedenza alleato). Pipino, chiamato al cospetto del re, si sarebbe rifiutato e avrebbe risposto con arroganza all'inviato del re, rifugiandosi a Minervino Murge. A causa di ciò, i fratelli Pipino furono arrestati e detenuti per alcuni anni nel carcere di Castel Capuano. Ne uscirono con la morte di re Roberto d'Angiò, grazie all'intervento del cardinale Giovanni Colonna per il tramite di Francesco Petrarca.
Una volta liberi, i fratelli cercarono in tutti i modi di rientrare nel possesso dei loro precedenti beni e territori. In seguito sostenne il ritorno di Giovanna I d'Angiò e Luigi di Taranto da Avignone e, per questo, ottenne il dominio su varie città tra le quali Molfetta, Bisceglie, Giovinazzo e Monopoli e fu anche nominato princeps di Bari. Ciononostante, come già accaduto in precedenza con San Severo, le civitas non intendevano perdere la loro condizione demaniale e per questo non si arrendevano con tanta facilità. Intraprese numerose azioni militari, tese alla riconquista dei suoi possedimenti, che, durante il periodo di prigionia, erano finiti nelle mani dei suoi avversari. Si recò anche in Ungheria, per convincere il re Luigi d'Ungheria a vendicare la morte del fratello Andrea; si recò in seguito a Roma, dove aspettava il re ungherese, per reclutare persone e unirsi al suo seguito.

### Morte

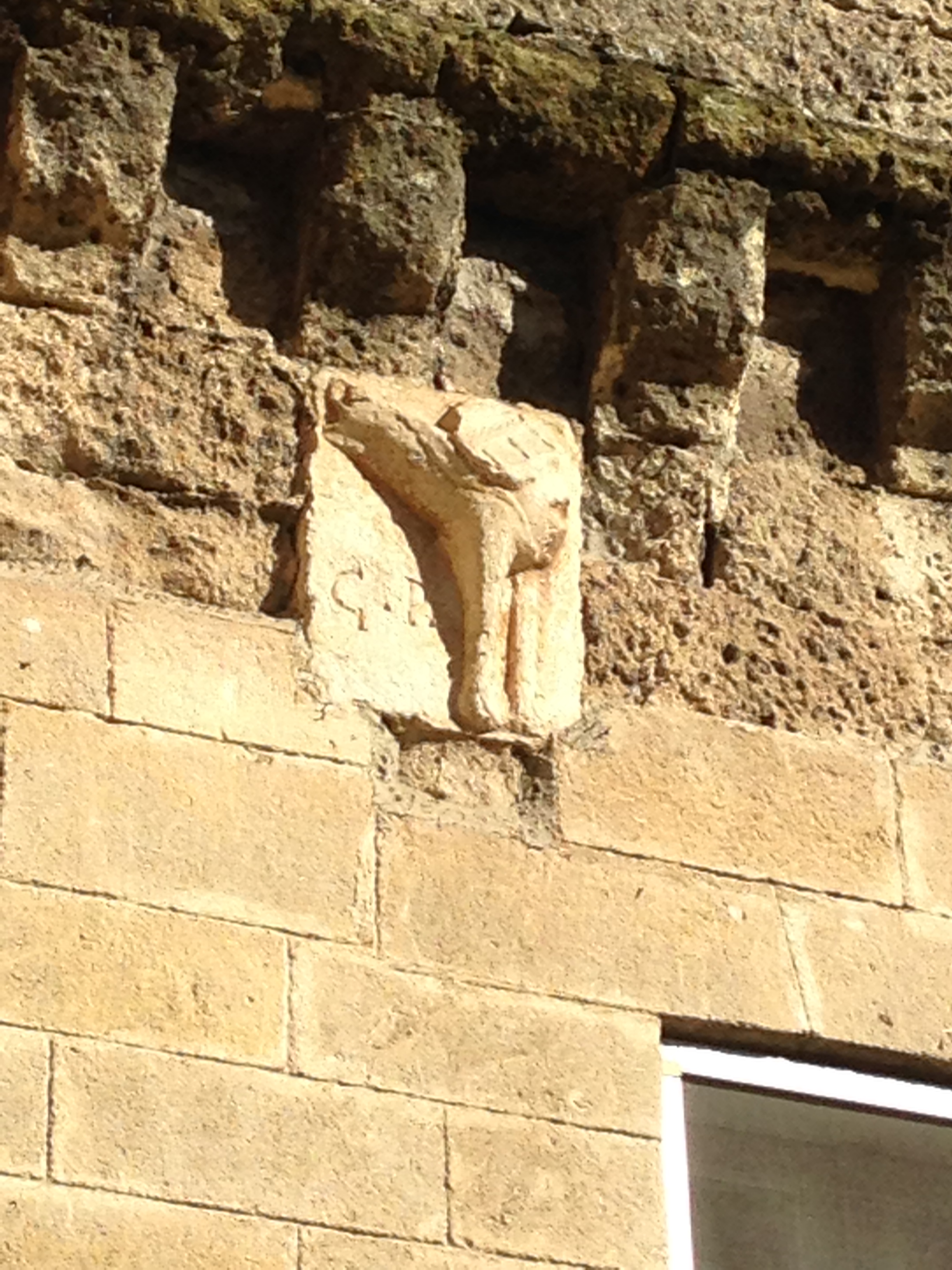
Bassorilievo situato nei pressi di Porta Matera (Altamura) raffigurante la "coscia di Pipino"

La sua morte è stata descritta da alcuni suoi contemporanei quali l'anonimo che scrisse Vita di Cola di Rienzo. Nel 1356, mentre era assediato nel Castello di Matera da Filippo di Taranto, "uscì in camiscia con un capestro al collo", un espediente che aveva già utilizzato alcuni anni prima a Trani ma che in quella situazione non funzionò. Fu catturato e venne condotto ad Altamura, dove consegnò l'omonimo Castello di Altamura e venne impiccato ai merli dello stesso castello. Secondo quanto riportato nella Vita di Cola di Rienzo, fu impiccato con una corona di carta sulla testa per essersi fatto chiamare "re di Puglia". Il suo corpo senza vita fu squartato in quattro parti per mezzo di quattro cavalli, e le parti furono esposte come monito per la popolazione in quattro diversi punti della città. Una di queste era "porta Matera", dove fu esposta una delle sue cosce e in seguito, in memoria dell'avvenimento, fu realizzato un bassorilievo raffigurante la cosiddetta "coscia di Pipino". Il bassorilievo in questione fu distrutto e ricostruito nel 1648 in seguito al rifacimento del muro di cinta della città, ed è tuttora visibile sul fianco destro di porta Matera.

## Parenti di Giovanni Pipino di Altamura
- Nicola Pipino (bisnonno)
- Giovanni Pipino da Barletta (?-1316) (nonno)
- Nicola Pipino (zio)[15]
- Niccolò Pipino (padre)
- Giovannella di Altamura - figlia di Giovanni Sparano di Bari (madre)
- Angiola Pipino (zia)
- Margherita Pipino (zia)
- Maria Pipino (zia)
- Pietro Pipino (fratello)
- Luigi (o Ludovico) Pipino (fratello)
- Matteo Pipino (fratello)[6]

## Stemma della famiglia Pipino
Lo stemma della famiglia è esposto nel sepolcro di Giovanni Pipino da Barletta ed è composto da uno sfondo argenteo, una fascia trasversale azzurra e tre conchiglie d'oro disposte su di essa a intervalli regolari.
Un'altra copia dello stemma è visibile all'interno del castello di Minervino Murge, ma risulta in parte sfregiato, presumibilmente per opera dei suoi nemici.

## Fonti primarie
- Anonimo, Vita di Cola di Rienzo: tribuno del popolo romano,  pp. 193-197.
- Domenico da Gravina, Chronicon de Rebus in Apulia Gestis (PDF), 1349-1351.
- Giovanni Villani, Cronica (PDF), 1322-1348. (Giovanni Pipino di Altamura viene chiamato "il Paladino", mentre suo nonno è chiamato "Gianni Pipino")
- Matteo Villani, Historia di Matteo Villani cittadino fiorentino il quale continua l'historie di Giouan Villani suo fratello, nella quale oltre a i quattro primi libri già stampati, sono aggiunti altri cinque nuouamente ritrouati, & hora mandati in luce. Et comincia dall'anno 1348. Con due copiose tauole, l'una de' capitoli, l'altra delle cose, 1562.